# It's All About the Girls
It's All About the Girls — дебютний реліз від американського поп-панк гурта New Found Glory (на той час називався A New Found Glory). Виданий у вигляді ЕР (міні-альбом). Вийшов на лейблі Fiddler Records 20 грудня 2007 року. Перевидана версія альбому була представлена 24 січня 2003 року також на Fiddler Records. Це єдиний альбом гурту з барабанщиком Джо Морено. Альбом складався з 5 композицій. Остання з них була схованою.

## Список пісень

Обкладинка перевиданого альбому 2003 року

Автор музики і слів New Found Glory. 
| It's All About the Girls | It's All About the Girls                                                                            | It's All About the Girls |
| #                        | Назва                                                                                               | Тривалість               |
| ------------------------ | --------------------------------------------------------------------------------------------------- | ------------------------ |
| 1.                       | «Shadow»                                                                                            | 2:32                     |
| 2.                       | «My Solution»                                                                                       | 3:20                     |
| 3.                       | «Scraped Knees»                                                                                     | 3:56                     |
| 4.                       | «JB»                                                                                                | 3:56                     |
| 5.                       | «Standstill» (Тривалість пісні — 4:33, проте через декілька хвилин тиші, грає прихована композиція) | 15:17                    |
| 29:06                    | |                          |

## Учасники
- Джордан Пандік — вокал
- Чед Гілберт — гітара
- Стів Кляйн — гітара
- Іан Грашка — бас-гітара
- Джо Морено — ударні
- «Brian No Regrets» —– бек-вокал